# Andreas Lang (Bassist)

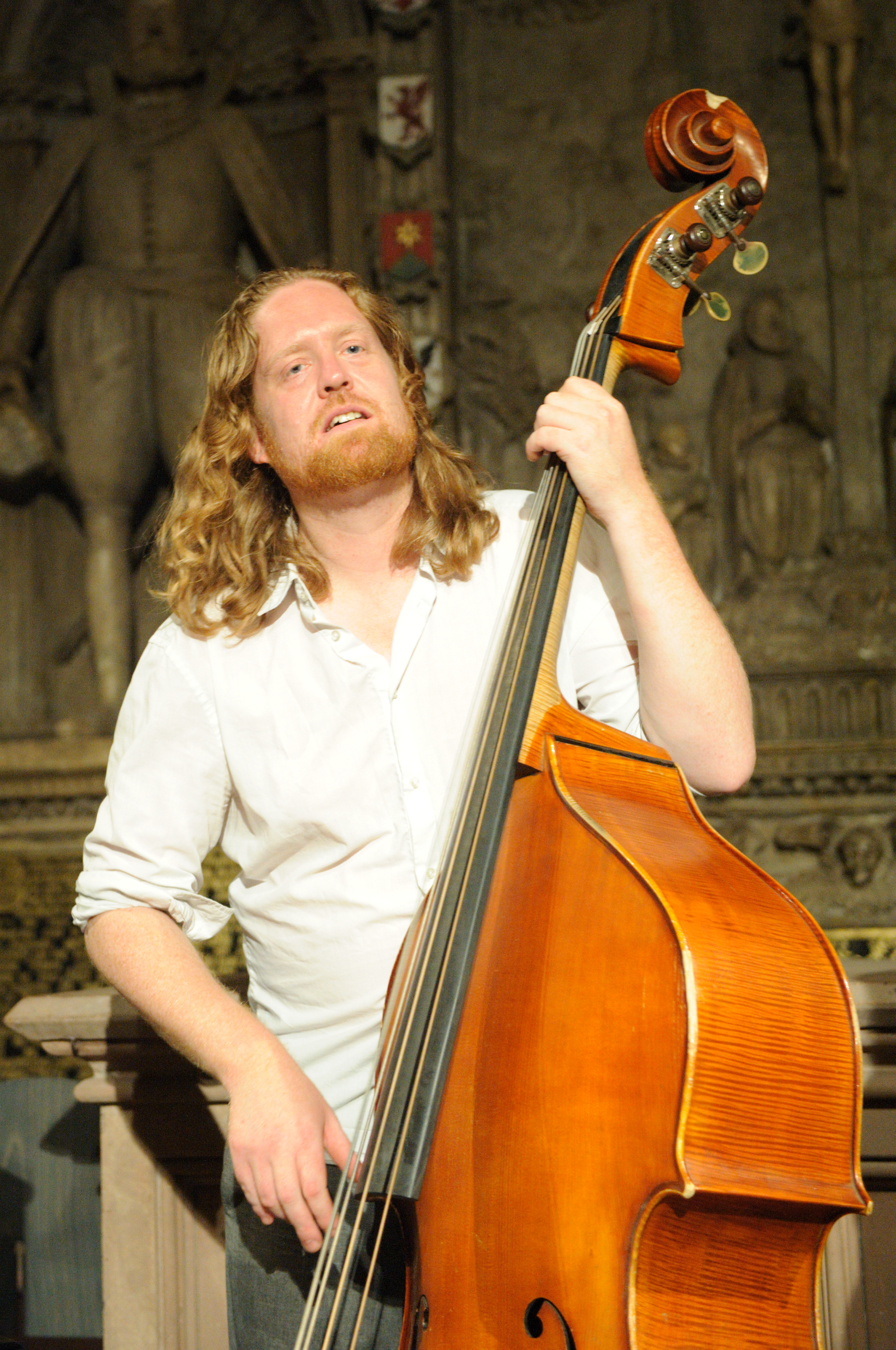
Andreas Lang bei einem Konzert mit dem Wanja Slavin Quartett in der Stadtkirche Darmstadt am 31. Juli 2013

Andreas Lang (* 1980 in Strynø) ist ein dänischer Jazzmusiker (Kontrabass).
Lang begann mit 16 Jahren Bass zu spielen. Anfang der 2000er-Jahre studierte er an der Carl-Nielsen-Musikakademie in Odense bei Bo Stief. In Dänemark spielte er u. a. mit Anders Mogensen, Hans Ulrik, Kresten Osgood, Håvard Wiik und Mads La Cour. Seit 2007 lebt er in Berlin; in der deutschen Jazzszene arbeitete er u. a. mit Felix Wahnschaffe, Rudi Mahall, Christian Lillinger, Oliver Steidle, Gunter Hampel, Henrik Walsdorff, Tobias Delius, Peter Ehwalds Double Trouble (Dumont Dancer, 2023) und John Schröder. Mit der Formation Hütte (um Max Andrzejewski) wurde er 2013 mit dem Neuen Deutschen Jazzpreis ausgezeichnet. Lang war auch bei Aufnahmen von Stefan Graser, Johannes Haage, Alex de Macedo, Tal Arditi und Thibault Falk beteiligt.

## Diskographische Hinweise
- Clara Haberkamp, Andreas Lang, Tilo Weber: Nicht Rot, Nicht Weiß, Nicht Blau (Laika Records, 2013)